# Marco Sau
Marco Sau (Sorgono, 3 de novembro de 1987) é um futebolista profissional italiano que atua como atacante.

## Carreira

### Cagliari
Marco Sau começou a carreira no Cagliari, em 2007.

## Títulos
Cagliari
- Serie B: 2015–16[2]